# 1st ARENA TOUR 笑って歌ってもりあがァリーナ 〜行くぞ日本!!〜
『FUNKY MONKEY BABYS 1st ARENA TOUR 笑って歌ってもりあがァリ〜ナ〜行くぞ日本!!～』（ファンキー・モンキー・ベイビーズ ファースアリーナツアーわらってうたってもあがァリ〜ナ〜いくぞにっぽん）は、FUNKY MONKEY BABYSの3枚目のライブ・ビデオ。2012年8月1日にドリーミュージックから発売された。
ジャケットは恒例のDJケミカルで、宇宙人のコスプレをしている。

## 収録曲

### ディスク1
1. OPENING
2. アワービート
3. ナツミ
4. 愛の歌
5. 希望の唄
6. 恋の片道切符
7. LOVE SONG
8. この世界に生まれたわけ
9. 八王子純愛物語
10. 告白
11. 空
12. メロディーライン
13. 悲しみなんて笑いとばせ
14. 大切
15. 涙
16. あとひとつ
17. ランウェイ☆ビート
18. ALWAYS
19. ちっぽけな勇気
20. 西日と影法師

≪ENCORE≫
1. 太陽おどり ～新八王子音頭～
2. それでも信じてる
3. 未来の君へ
4. ヒーロー